# Lövstalöt
Lövstalöt est une localité de Suède dans la commune d'Uppsala située dans le comté d'Uppsala.
Sa population était de 1 458 habitants en 2019.